# Aethes dilucidana
Aethes dilucidana es una especie de polilla del género Aethes, categorizada en la tribu Cochylini, de la subfamilia Tortricinae.

## Distribución
Se distribuye por Reino Unido.

## Taxonomía
Fue descrita por Stephens en 1852 y publicada en (Lozopera), List Specimens Br. Anim. Colln. Br. Mus 10: 84.